# Chamba (district)
Chamba is een district in het noordwesten van de Indiase deelstaat Himachal Pradesh. Het district heeft een oppervlakte van 6528 km² en 460.887 inwoners (2001).
Het district omvat de Chambavallei en de Chandravallei. Het district Chamba grenst in het zuiden aan het district Kangra, in het oosten aan het district Lahaul and Spiti en in het noorden en westen aan de deelstaat Jammu en Kasjmir.
In het district bevinden zich de hill stations Dalhousie en Khajjhair. Andere grotere plaatsen zijn Chamba (de districtszetel) en Brahmaur. Het terrein is hooggebergte met diepe klovige dalen.
Chamba was sinds de 6e eeuw een prinsenstaat met een eigen regering. Bij de onafhankelijkheid van India werd Chamba een deel van Himachal Pradesh.
Bilaspur · Chamba · Hamirpur · Kangra · Kinnaur · Kullu · Lahul and Spiti · Mandi · Shimla · Sirmaur · Solan · Una